# Сорокопутовые пихи
Сорокопутовые пихи (лат. Lipaugus) — род воробьиных птиц из семейства котинговых.

## Виды
Выделяют следующие виды:
- Lipaugus ater (Férussac, 1829) — Чёрно-золотая котинга
- Lipaugus conditus (Snow, 1980)
- Lipaugus fuscocinereus (Lafresnaye, 1843) — Длиннохвостая сорокопутовая пиха
- Lipaugus lanioides (Lesson, 1844) — Сероголовая сорокопутовая пиха
- Lipaugus streptophorus (Salvin & Godman, 1884) — Ошейниковая сорокопутовая пиха
- Lipaugus unirufus P. L. Sclater, 1860 — Рыжая сорокопутовая пиха
- Lipaugus uropygialis (Sclater et Salvin, 1876) — Краснопоясничная пиха
- Lipaugus vociferans (Wied-Neuwied, 1820) — Крикливая сорокопутовая пиха
- Lipaugus weberi A. M. Cuervo, P. G. W. Salaman, T. M. Donegan et J. M. Ochoa, 2001